# Gyophora quadrilineata
Gyophora quadrilineata är en fjärilsart som beskrevs av Moore 1881. Gyophora quadrilineata ingår i släktet Gyophora och familjen nattflyn. Inga underarter finns listade i Catalogue of Life.